# Johan Theorin

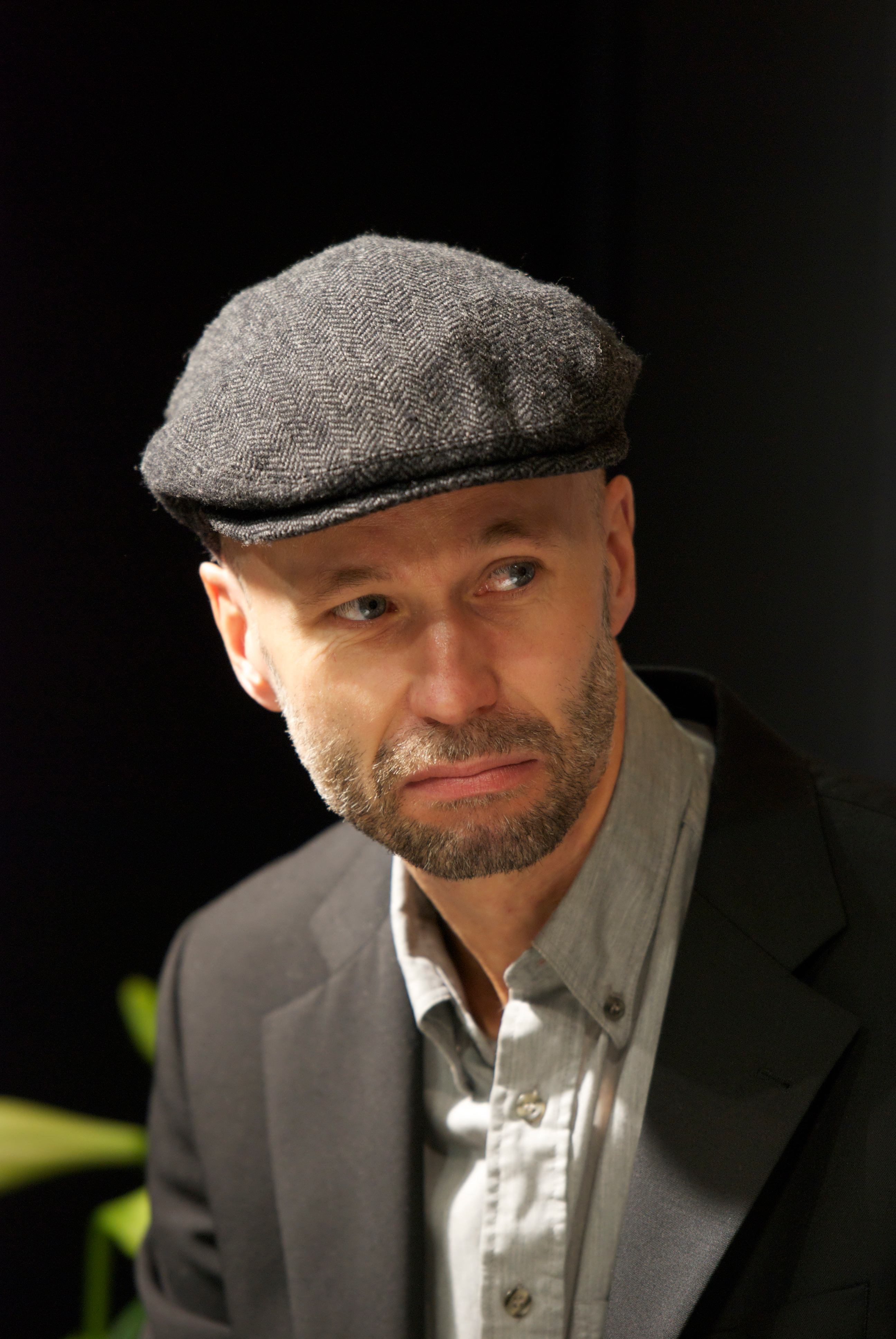
Johan Theorin

Johan Theorin (* 3. September 1963 in Göteborg) ist ein schwedischer Journalist und Autor.

## Leben und Wirken

### Literarisches Schaffen
Theorin hat Kurzgeschichten, Anthologien und Romane veröffentlicht. Theorins Kriminalromane zeichnen sich durch mythologische Elemente aus und sind Bestseller in seiner schwedischen Heimat.
Schon mit seinem ersten Kriminalroman Öland, ausgezeichnet in Schweden als bestes Krimidebüt des Jahres, gelang ihm ein internationaler Erfolg: Das Buch wurde in über zwanzig Sprachen übersetzt. Es spielt wie alle Romane seines sogenannten „Jahreszeiten-Quartetts“ auf der Insel Öland. Johan Theorins Familie hat seit Generationen dort gelebt, er selbst ist regelmäßiger Besucher der Insel und kennt das kulturelle Erbe, deren Sagen und Mythen.
Nebelsturm spielt im rauen öländischen Winter. Das Buch erhielt in Schweden den Preis für den besten Kriminalroman des Jahres und wurde mit dem Englisch Dagger Award für den besten internationalen Kriminalroman prämiert. Das Jahreszeiten-Quartett wurde in den 2010er Jahren in der Übersetzung von Kerstin Schöps und der Bearbeitung Andrea Czesienski für Deutschlandradio Kultur als Hörspiele produziert.

## Werke

### Jahreszeiten-Quartett (Öland-Serie)
- 2008: Öland (Skumtimmen), dt. von Kerstin Schöps. Piper, ISBN 978-3-492-05089-0.
  - Hörspiel Öland. Nach dem Roman von Johan Theorin, Bearbeitung: Andrea Czesienski, Regie Götz Naleppa,  Produktion Deutschlandradio Kultur 2009 Länge: 56'29[2]
- 2009: Nebelsturm (Nattfåk), dt. von Kerstin Schöps. Piper, ISBN 978-3-492-05091-3.
  - Hörspiel Nebelsturm.Nach dem Roman von Johan Theorin, Bearbeitung: Andrea Czesienski, Regie Götz Naleppa, Produktion Deutschlandradio Kultur 2011, Länge: 56’
- 2011: Blutstein (Blodläge), dt. von Kerstin Schöps. Piper, ISBN  978-3-492-05418-8.
  - Hörspiel Blutstein. Nach dem Roman von Johan Theorin, Bearbeitung: Andrea Czesienski, Regie Götz Naleppa, Produktion Deutschlandradio Kultur 2012, Länge: 56’13
- 2013: Inselgrab (Rörgast), dt. von Susanne Dahmann und Kerstin Schöps, Piper, ISBN 978-3-492-05470-6 (erschienen am 12. Mai 2014).

### Weitere
- 2012: So bitterkalt (Sankta Psyko), dt. von Susanne Dahmann, Piper, ISBN  978-3-492-05551-2.

## Auszeichnungen
- 2007: Schwedischen Krimi-Akademie: „Bester Kriminalroman des Jahres“ für Skumtimmen
- 2008: schwedischer Catahya-Literaturpreis für Endast jag är vaken
- 2008: BMF-Plakette
- 2009: The CWA Dagger Award: „Bester Erstlingsroman“ für Echoes from the Dead (= Öland)
- 2010: The CWA Dagger Award: „Bester ins englische übersetzte Kriminalroman“ für The Darkest Room (= Nebelsturm)